# Geographische Gesellschaft Bern
Die Geographische Gesellschaft Bern (GgGB) ist ein Zusammenschluss von Personen, die sich aus beruflichem oder persönlichem Interesse für geographisches Wissen und geographische Forschung interessieren: Geographen aus Forschung und Praxis, an Geographie Interessierte aus dem Umwelt- und Tourismusbereich, aus Politik, Diplomatie und Verwaltung, Medien oder Schule. Die Gesellschaft zählt heute ca. 300 Mitglieder und wird präsidiert von Stefan Brönnimann.

## Die Anfänge
Die Geographische Gesellschaft Bern wurde am 15. Mai 1873 in Bern gegründet. Der Initiant und Gründungspräsident Albert Schaffter (1823–1897) verliess bereits zwei Jahre später Bern mit dem Ziel in Tennessee als Farmer und Leiter einer Missionsanstalt ein neues Leben aufzubauen. Unter der Leitung von Hermann Siegfried, Chef des Eidgenössischen Topographischen Bureaus sowie anschliessend unter Theophil Studer, unter Regierungsrat (und späterer Friedensnobelpreisträger) Albert Gobat und unter Eduard Brückner leiteten hochangesehene Persönlichkeiten die Geschicke der Gesellschaft während des 19. Jahrhunderts. 1883 erhielt die Universität Bern den ersten schweizerischen Lehrstuhl für Geographie, den vorerst Eduard Petri und seit 1888 Eduard Brückner innehatte. Weltberühmte Forscher wurden auch nach Bern geladen und zu Ehrenmitgliedern der Gesellschaft ernannt, so Adolf Erik Nordenskjöld, Ferdinand von Richthofen, Paul Sarasin und Fritz Sarasin, Albrecht Penck, Eduard Brückner, Alfred Philippson und Sven Hedin.
Einen Überblick über die Geschichte der Geographischen Gesellschaft Bern geben Johann Heinrich Graf (1873–98), Alfred Spreng (1873–1923), Fritz Nussbaum (1923–1948), Werner Kuhn (1873–1973) und Hans Wiedemar. Die Broschüre Schaufenster in Welten – 150 Jahre Geographische Gesellschaft Bern erschien 2023. Anlässlich der 100. Sitzung gab Friedrich Müllhaupt 1885 einen Überblick über die anfängliche Entwicklung der Gesellschaft. Regelmässig erschienen auch Verzeichnisse der Mitglieder wie dasjenige von 1898, aber auch eine Zusammenstellung der Vorstandsmitglieder von 1873–1897. Die Generalsekretäre im 19. Jahrhundert waren Friedrich Müllhaupt, Gustav von Reymond und Karl Heinrich Mann.
Folgende Präsidenten leiteten die Geographische Gesellschaft Bern: Albert Schaffter, Hermann Siegfried, Theophil Studer, Albert Gobat, Eduard Brückner, Alfred Philippson, Leonz Held, Rudolf Zeller, Eugen Flückiger, Hermann Walser, Fritz Nussbaum, Walter Staub, Werner Kuhn, Markus Hohl, Klaus Aerni, Martin Hasler, Urs Wiesmann, Elisabeth Bäschlin und Stefan Brönnimann.

## Aktivitäten
Zu den Aktivitäten der Gesellschaft gehören geographische Exkursionen in der Schweiz (1–4 Tage) oder ins Ausland (1–2 Wochen). Die meisten Exkursionen finden im Sommerhalbjahr zwischen Frühling und Herbst statt. In jedem Winterhalbjahr organisiert sie eine mehrteilige Vortragsreihe mit 7–8 Vorträgen. Als Referenten werden Experten aus Wissenschaft, Politik und der Praxis eingeladen. Die Vorträge finden jeweils am Geographischen Institut der Universität Bern statt. Die Gesellschaft gibt verschiedene Publikationen heraus: Alle 2–3 Jahre erscheint seit 1973 ein Jahrbuch zu einem bestimmten Thema. Die Berner Geographischen Mitteilungen sind seit 1973 das Organ der Gesellschaft mit den Nachrichten und den Vortragsrezensionen der Geographischen Gesellschaft Bern und dem Jahresbericht des Geographischen Instituts der Universität Bern. Die Vorgängerzeitschriften hiessen von 1882 bis 1972 Jahresbericht der Geographischen Gesellschaft von Bern und von 1878 bis 1882 Jahresbericht der Geographischen Gesellschaft in Bern.

## Vorträge
- Johann Heinrich Graf: Verzeichnis der in den Jahresberichten bis 1896 veröffentlichten Arbeiten. In: Jahresbericht der Geographischen Gesellschaft von Bern, Band 16, 1897, S. 44–57.[25]
- Vorträge welche seit der Gründung gehalten worden sind. In: Jahresbericht der Geographischen Gesellschaft in Bern Band 1, 1878–1879 S. 9.[26]